# Tortora (Italia)
Tortora (Tùrturi in calabrese) è un comune italiano di 5 922 abitanti della provincia di Cosenza in Calabria. Il suo territorio, sia collinare che montuoso, è incluso in gran parte nel parco nazionale del Pollino; confina sul versante nord con i comuni di Maratea e Trecchina, a nord-est con Lauria, tutti della Basilicata, a est con Laino Borgo, a sud con Aieta e Praia a Mare, tutti della Calabria, e a ovest con il mar Tirreno.  È il comune più a nord del litorale tirrenico calabrese.
Il comune presenta tre realtà antropiche: il centro storico che conta circa 600 abitanti, le frazioni montane con circa 600 abitanti e la marina con circa 5 000 abitanti.

## Geografia fisica

### Orografia
- Monte Cifolo 842 m s.l.m.
- Timpone Cornutello 954 m s.l.m.
- Monte Cucuzzata di Tortora 1088 m s.l.m.
- Monte La Destra di Pizinno 1084 m s.l.m.

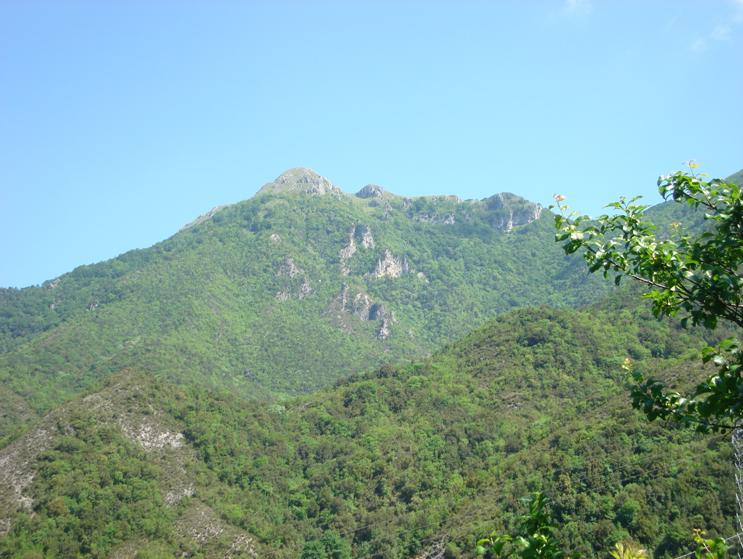
Monte Serramale, 1274 m s.l.m.

- Monte Rossino 1238 m s.l.m.
- Monte Rotondella 839 m s.l.m.
- Monte Sellata 745 m s.l.m.
- Monte Serramale 1274 m s.l.m.
- Monte Vallina 751 m s.l.m.

### Idrografia
Bacino idrografico del fiume Noce:

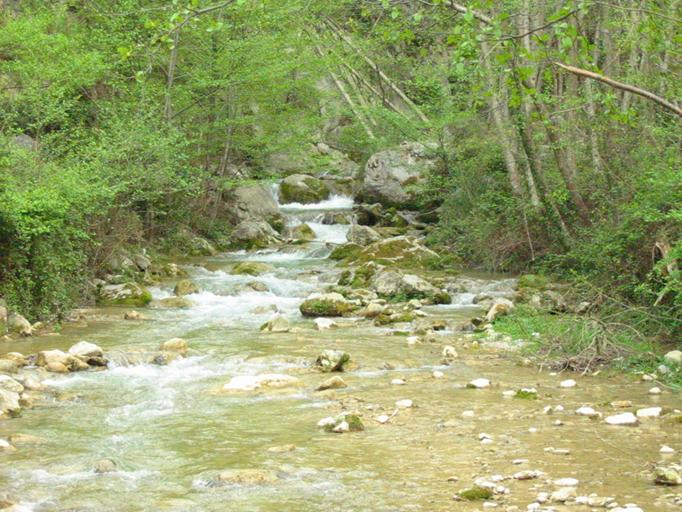
Torrente di Pizinno in Località Tufarelli

- Il fiume Noce: km 50 (separa Tortora dalla Basilicata)
- La Fiumarella di Tortora: km 11
- Il Ruscello di San Nicola (Sorgenti di Malazza)
- La Sorgente dell'Acqua Sincera
- La Sorgente di Cardio
- La Sorgente delle Fontanelle
- La Sorgente del Pisciolo
- La Sorgente di San Sago
- La Sorgente di Serramale
- La Sorgente della Valle del Monaco
- Il Torrente di Pizinno: km 5

Bacino Idrografico del fiume Lao:
- Il Ruscello di Serrapoto (corso iniziale del torrente Iannello)

### Grotte di Tortora
Elenco di tutte le cavità naturali tortoresi note e regolarmente censite (aggiornamento al 1º settembre 2007).
La sigla "Cb" significa "Calabria" e il numero che l'accompagna indica la posizione della cavità relativa nel Catasto delle Grotte della Calabria.
- Cb 11 - Grottiello di Torre Nave
- Cb 80 - II Grotta di Torre Nave
- Cb 81 - Grotta di Camerelle

### Clima
- Classificazione climatica: Provincia CS Zona C GR/G 1325 Altitudine 300[6]

Tortora avendo un vasto territorio che si estende dal Golfo di Policastro fino ai confini con Lauria e Laino Borgo, ha un clima ben diverso in base alla zona. La marina edificata quasi al livello del mare ha inverni miti ed estati molto calde, diversamente nelle frazioni montane poste in alta montagna, si hanno estati brevi e fresche ed inverni rigidi, dove la temperatura non di rado scende al disotto dello zero. Un clima mite durante tutto l'anno si ha nel centro storico e nelle frazioni adiacenti, dove solo in rare eccezioni in inverno la temperatura scende al di sotto dello zero, le estati sono sostanzialmente fresche ed arieggiate, ma non mancano picchi di alte temperature.

#### Tabella delle temperature
Medie annuali registrati a Tortora Marina:
| Praia a Mare/Tortora Marina | Mesi | Mesi | Mesi | Mesi | Mesi | Mesi | Mesi | Mesi | Mesi | Mesi | Mesi | Mesi | Stagioni | Stagioni | Stagioni | Stagioni | Anno |
| Praia a Mare/Tortora Marina | Gen  | Feb  | Mar  | Apr  | Mag  | Giu  | Lug  | Ago  | Set  | Ott  | Nov  | Dic  | Inv      | Pri      | Est      | Aut      | Anno |
| --------------------------- | ---- | ---- | ---- | ---- | ---- | ---- | ---- | ---- | ---- | ---- | ---- | ---- | -------- | -------- | -------- | -------- | ---- |
| T. max. media (°C)          | 13,7 | 14,2 | 15,5 | 19,0 | 22,6 | 25,3 | 27,7 | 29,5 | 26,6 | 21,3 | 18,3 | 15,3 | 14,4     | 19,0     | 27,5     | 22,1     | 20,8 |
| T. min. media (°C)          | 8,5  | 8,3  | 9,5  | 12,7 | 16,9 | 18,9 | 21,5 | 23,4 | 21,6 | 15,0 | 11,9 | 9,3  | 8,7      | 13,0     | 21,3     | 16,2     | 14,8 |

## Origini del nome

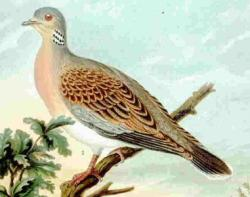
Disegno di una tortora.

Il nome del paese deriva dal latino turtur, -uris, ossia tortora. La tortora selvatica è raffigurato anche sullo stemma comunale.

## Storia

### Preistoria
Il territorio tortorese ha visto la presenza dell'uomo fin dagli albori della storia umana. Nella località Rosaneto è stato trovato un giacimento preistorico all'aperto risalente al Paleolitico Inferiore datato a circa centocinquantamila anni fa, uno dei più antichi siti preistorici italiani. In questo sito sono stati rinvenuti un migliaio di strumenti litici, tra i quali 140 choppers, 67 amigdale ed alcuni hachereaux. La presenza umana sul territorio è continuata anche nei millenni a seguire come dimostrano gli scavi avvenuti ai piedi della falesia calcarea di Torrenave. Negli strati inferiori degli scavi sono stati recuperati strumenti litici prodotti dall'uomo di Neanderthal nel Paleolitico Medio, mentre in quelli superiori compaiono gli strumenti tipici dell'Homo sapiens (Paleolitico Superiore). Nella Grotta della Fiumarella sono riemerse ceramiche incise dell'età del bronzo dall'Eneolitico fino al Bronzo medio.

### Blanda
I primi segni di civiltà risalgono al popolo degli Enotri, che dimorò sul territorio fino dal VI secolo a.C. al IV secolo a.C. provenienti probabilmente dal Vallo di Diano, la loro presenza sul territorio è stata accertata dal ritrovamento di 38 tombe con corredi funerari enotri, da una stele litica e da un piccolo centro abitato. In seguito, agli Enotri si sostituì apparentemente senza scontri bellici, il forte popolo italico dei Lucani, che nel comune di Tortora sul colle Palecastro ampliarono e fortificarono il centro abitativo di origine enotria di Blanda. Intorno al IV secolo a.C. i Lucani erano i signori incontrastati del territorio che si estendeva fino alle rive del fiume Lao a sud dell'odierna Scalea. Come riportato dallo storico romano Tito Livio, Blanda fu espugnata nel 214 a.C. dal console romano Quinto Fabio Massimo, per essersi schierata con Annibale nella seconda guerra punica. Da quanto riportato da Tito Livio, si può dedurre che Blanda era un centro lucano di primaria importanza. Dopo la conquista romana Blanda visse per oltre centocinquant'anni una vita stentata fino alla metà del I secolo a.C., quando divenne un centro amministrativo romano ed assunse il nome di Blanda Julia in onore di Gaio Giulio Cesare.
La vita di Blanda continuò ad essere tranquilla fino alla metà del II secolo, quando iniziò una lenta ma continua decadenza. Durante i primi secoli del Cristianesimo, Blanda fu sede vescovile, e in questo periodo fu edificata la chiesa paleocristiana in località «Pianogrande». Si tratta di una chiesa a pianta centrale con ingresso ad ovest e tre absidi, circondata da sepolture, databile tra il VI e il VII secolo. Nel 592 Blanda subì un'incursione longobarda, e la sede episcopale dovette essere ripristinata dal vescovo Felice di Agropoli, su preciso mandato di papa Gregorio I. Nel 601 fu vescovo di Blanda un certo Romano, come ne attesta la sua presenza al Sinodo Romano. Nel 649, anno in cui si svolse il Sinodo Romano, continuò ad essere sede vescovile, come dimostra la presenza del suo vescovo Pasquale. Nell'VIII secolo Blanda passò in mano ai Longobardi. Un altro Sinodo indetto da papa Zaccaria nel 743 fu sottoscritto da Gaudiosus Blandarum Episcopus. A partire dal IX secolo Blanda, sottoposta a continue incursioni e saccheggi da parte dei predoni Saraceni, fu definitivamente abbandonata.
Alcuni dei suoi abitanti si rifugiarono nell'entroterra e fondarono su uno sperone roccioso il primo nucleo di Tortora, chiamato, in onore dell'antica città, Julitta. Oggi i ritrovamenti dell'antica città di Blanda possono essere ammirati nella mostra perenne «Archeologia per Tortora: frammenti dal passato», sita nel nuovo Museo di Blanda a Tortora Centro Storico.

### Medioevo
Tra l'VIII ed il X secolo d.C. a Tortora, come nel resto della Calabria, in seguito all'editto di Leone III l'Isaurico, che propugnava l'iconoclastia ed alla conquista araba della Siria e dell'Egitto, giunsero decine di monaci basiliani provenienti dalla Cappadocia, dal Peloponneso, dalla Palestina e dalla Siria, che qui venivano per estraniarsi dal mondo e vivere in pienezza il contatto con Dio. E proprio in queste terre scarsamente popolate, trovarono luoghi idonei al loro culto, dove edificarono decine di piccole cappelle e laure eremitiche basiliane, che ancora oggi a mille anni di distanza danno il nome alle località in cui furono edificate: Caritàti (Carità), Chijericalài, Sant'Elia}, Sànta Gàda (Santa Ada), Sàntu Lèu (San Leo), Sàntu Linàrdu (San Leonardo), Sàntu Micìelu (San Michele), Sàntu Nicòla (San Nicola), Sàntu Pàulu (San Paolo), Sàntu Pìetru (San Pietro), Sàntu Prancàtu (San Brancato), Sàntu Quarànta (Santi Quaranta Martiri), Sàntu Sàgu (San Saba) e Sàntu Stèfanu (Santo Stefano).
A partire dai primi anni del secondo millennio il piccolo borgo di Julitta iniziò una lenta espansione ed assunse il nome di Tortora, dal volatile omonimo che in quel periodo abbondava nei boschi adiacenti. Nella Bolla del 1079, con cui Benedetto Alfano arcivescovo di Salerno consacrò Pietro Pappacarbone vescovo di Policastro, compare per la prima volta nella storia religiosa il nome di "Turtura" accanto a quelli di Agrimonte (Agromonte di Latronico), Arriusu, Abbatemarcu (antico paese sito nel comune di Santa Maria del Cedro), Avena (Avena di Papasidero), Camerota, Caselle (Caselle in Pittari), Castrocuccu (Castrocucco di Maratea), Didascalea (Scalea), Lacumnigrum (Lagonegro), Laeta (Aieta), Languenum (Laino), Latronucum (Latronico), Mandelmo, Marathia (Maratea), Mercuri (Mercurion), Portum (Sapri), Regione, Revella (Rivello), Rotunda (Rotonda), S. Athanasium, Seleuci (Seluci di Lauria), Trosolinum, Turraca (Torraca), Turturella (Tortorella), Triclina (Trecchina), Uria (Lauria), Ursimarcu (Orsomarso) e Vimanellum (Viggianello), che facevano parte della Diocesi di Policastro, oggi Policastro Bussentino (frazione di Santa Marina).
Tra i primi signori di Tortora ci furono i Cifone, che la tennero fino al 1284. Dal 1284 al 1496 Tortora appartenne ai Lauria, di cui il personaggio più rappresentativo fu l'ammiraglio Ruggero di Lauria; nel 1496 Ferrandino d'Aragona la donò a Giovanni De Montibus. In seguito passò ai Martirano, poi agli Ossonia nel 1565, agli Exarques nel 1602, ai Ravaschieri nel 1692. Dal 1707 al 1821 i signori di Tortora furono i Vitale.

### Età moderna
Nel XVI e XVII secolo tra le attività principalmente diffuse nella Marina di Tortora troviamo la coltura del baco da seta e della canna da zucchero.
In questi secoli Tortora conobbe grandi epidemie, fra cui la terribile peste di Colera del 1656 che dimezzò la popolazione; nel 1770 per epidemia perirono 136 persone, nel 1778 morirono per il vaiolo 60 persone, nel 1794 da aprile a giugno morirono 77 bambini tra uno e dieci anni. Epidemie e colera falciarono vittime anche nel 1802, 1804, 1837 e 1849. Il problema delle morti di massa fu definitivamente risolto nel 1866, quando furono abolite le risaie nei territori di Tortora ed Aieta. Il 13 dicembre 1806 giunsero a Tortora le truppe francesi del re Giuseppe Bonaparte, le stesse che avevano devastato Lagonegro e Lauria, ma diversamente da altre popolazioni i tortoresi, per evitare devastazioni e saccheggi, non opposero resistenza all'invasore francese, che risparmiò per questo la vita dei cittadini e non operò razzie; lasciata Tortora le milizie si diressero verso la vicina Aieta, che era stata abbandonata dai suoi abitanti. Gli stessi soldati in seguito bruciarono il palazzo Spinelli di Scalea e distrussero la cittadina di Cirella. Il 3 settembre del 1860 a Tortora sostò Giuseppe Garibaldi insieme ai suoi generali Agostino Bertani, Nino Bixio, Enrico Cosenz e Giacomo Medici, ospiti della famiglia Lo Monaco Melazzi, durante la conquista del meridione d'Italia. In questa occasione Garibaldi investì il tortorese Don Biagio Maceri capitano della Guardia Nazionale.
Nel 1928, con R.D. 29 marzo e con Decreto Prefettizio del 16 aprile il Comune di Tortora, dopo una plurisecolare esistenza autonoma, venne soppresso ed accorpato, insieme al comune di Aieta, al nuovo comune di Praia a Mare, che fino a quel momento era stata frazione di Aieta. Nel 1937 riacquistò in data 18 luglio la propria autonomia.

### Simboli
Lo stemma e il gonfalone del comune di Tortora sono stati concessi con decreto del presidente della Repubblica del 30 aprile 1982.

#### Stemma comunale

Lo stemma del comune di Tortora.

#### Gonfalone comunale

Il gonfalone del comune di Tortora.

## Monumenti e luoghi d'interesse

### Architetture religiose

#### Chiese

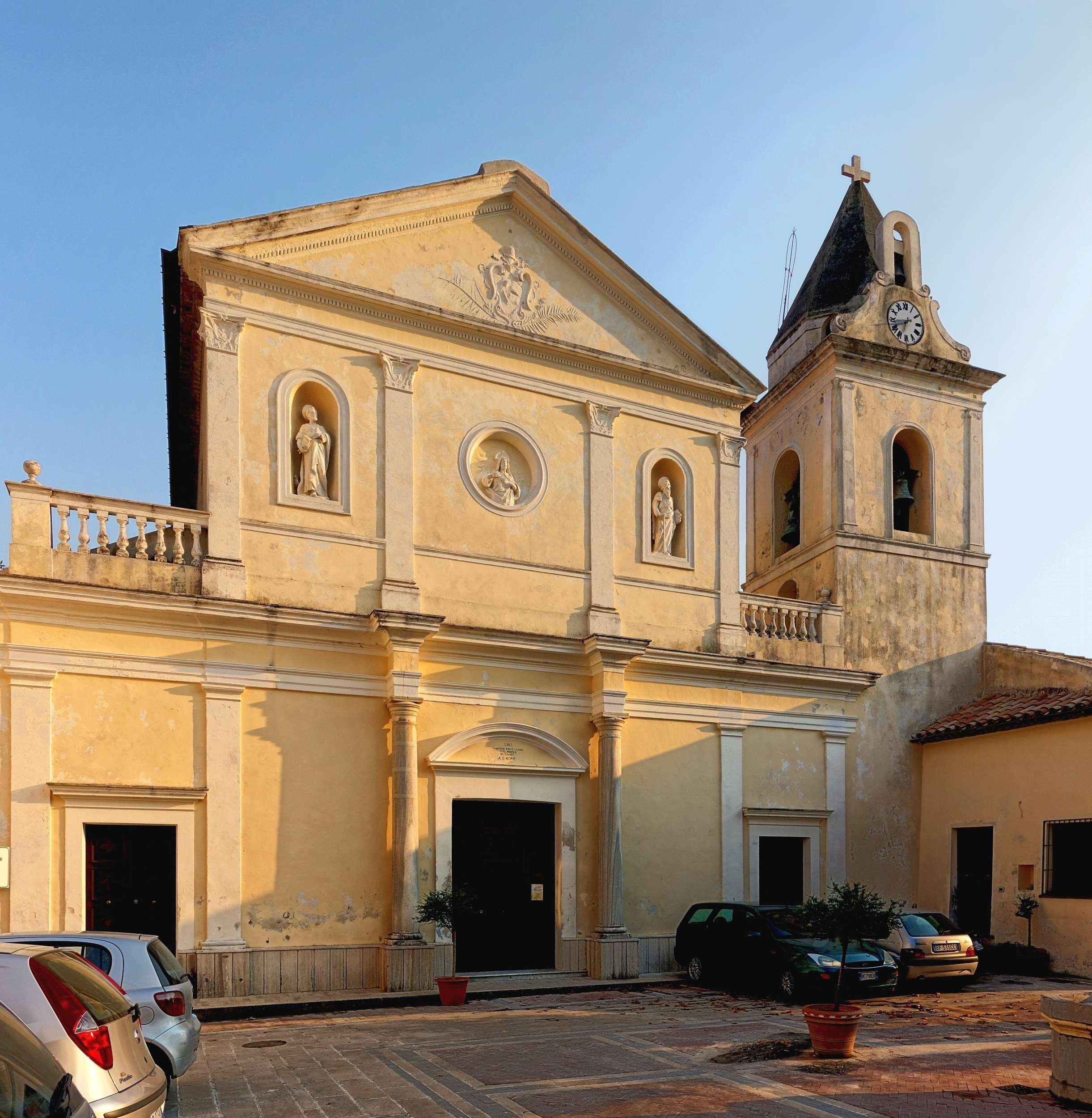
Chiesa Madre di San Pietro Apostolo, Tortora Centro Storico

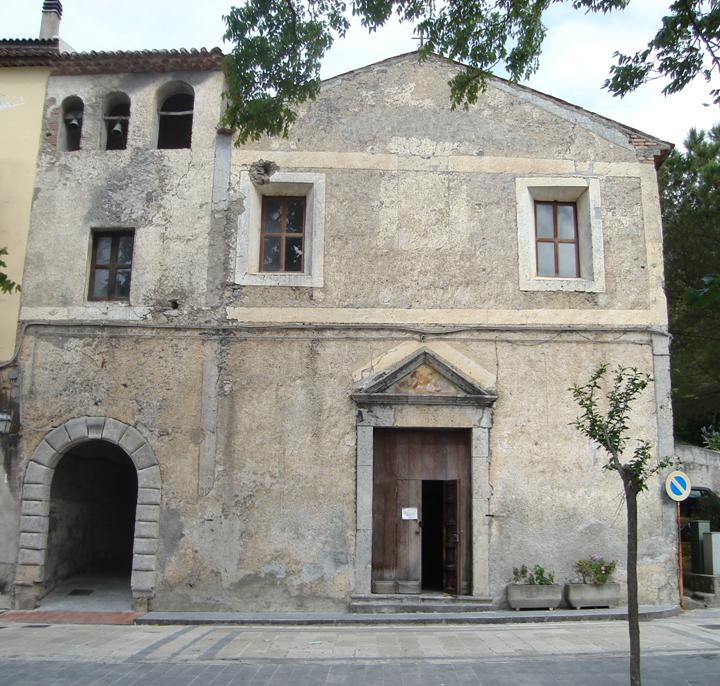
Chiesa dell'Annunziata

Nel comune di Tortora sono presenti dieci chiese:
- Chiesa Madre di San Pietro Apostolo, in Piazza Plebiscito (Tortora Centro Storico)
- Chiesa dell'Annunziata, Piazza Monastero (Tortora Centro Storico)
- Chiesa delle Anime del Purgatorio, in Piazza Dante Alighieri (Tortora Centro Storico)
- Cappella di Materdomini, Via Materdomini (Tortora Centro Storico)
- Chiesa di Santo Stefano, Via Santo Stefano (Tortora Marina)
- Cappella della Madonna delle Grazie, Via Madonna delle Grazie (Tortora Marina)
- Chiesa Stella Maris, Piazza Stella Maris (Tortora Marina)
- Chiesa della Madonna dell'Addolorata, in frazione Acqualisparti (Zona Montana)
- Chiesa del Gesù Risorto, in frazione Pizinno
- Cappella del Cristo Re, in frazione di Massacornuta
- Cappella di San Alberto da Calamigna, in frazione di A.C. Migna

### Portali litici
Per le stradine del centro storico di Tortora si incontrano pregevoli portali litici, che ornano gli antichi palazzi.

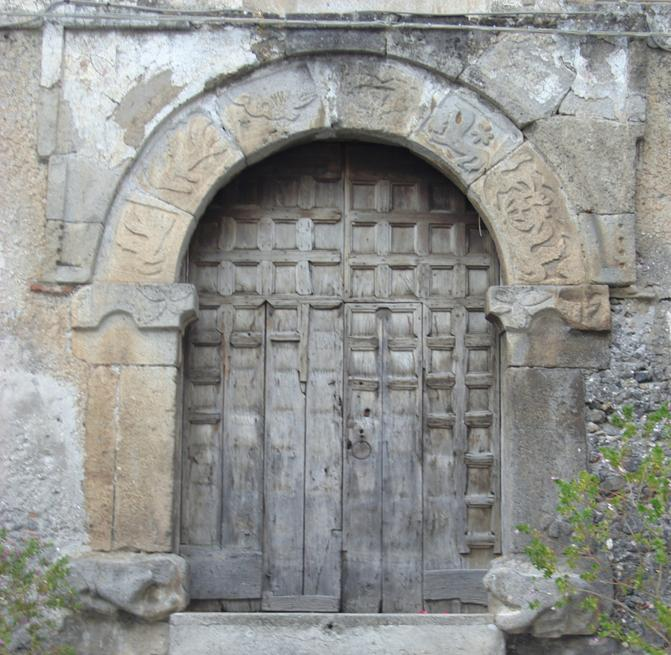
Portale Litico, Chiesa Anime del Purgatorio

## Società

### Evoluzione demografica pre-Unità d'Italia
- 1276: 538 abitanti
- 1535: 600 abitanti (120 fuochi)
- 1545: 665 abitanti (133 fuochi)
- 1561: 855 abitanti (171 fuochi)
- 1648: 625 abitanti (125 fuochi)
- 1669: 315 abitanti (63 fuochi)
- 1692: 700 abitanti (140 fuochi)
- 1796: 1 557 abitanti[14]

### Evoluzione demografica post-Unità d'Italia
Abitanti censiti

### Dialetto
Il dialetto tortorese fa parte dei dialetti meridionali intermedi. 
Ha termini di origine antichissima, anche se prevalentemente è composto da vocaboli di origine latina. Come la maggior parte dei dialetti meridionali ha inglobato nel corso dei secoli termini provenienti da tutte le lingue con cui è venuto a contatto: arabo, greco, francese, goto, latino, longobardo e spagnolo.

## Cultura

### Biblioteche
La biblioteca comunale è stata inaugurata il 10 maggio 2008 ed è ubicata in Tortora centro storico.

### Musei

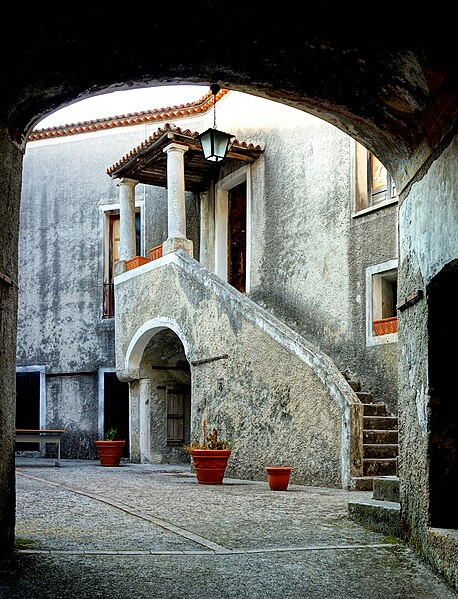
Palazzo Casapesenna, sede del museo

- Il museo di Blanda, ubicato nel centro storico del paese, costituisce l'evoluzione della mostra permanente "Archeologia per Tortora: frammenti dal passato". Viene inaugurato nel 2014 ed è concepito per raccontare la storia dell’antico popolamento del comprensorio territoriale posto a sud del corso terminale del fiume Noce, attraverso l’esposizione dei reperti rinvenuti nei molti siti oggetto di scavi e ricerche e con l’ausilio di un corredo informativo multimediale. Conserva al suo interno i reperti provenienti dagli scavi della necropoli di San Brancato della antica città italica di Blanda[18].

### Cucina
I piatti tipici della cucina locale sono:
- Cannarìculi (Piccoli dolci natalizi)
- Capucùoddu (Capicollo)
- Frittéata di gramuddìni (Frittata di cime di vidara)
- Frittéata di spàgari (Frittata di asparagi)
- Fusìddi cu lu sùcu di créapa (Fusilli al sugo di capra)
- Gliommarìeddi e trìppa (Budello di agnello o capretto arrotolato sulle interiora)

- Làgani e fasùli (Tagliatelle e fagioli)
- Pìtta cu la pummadòra (Focaccia con pomodoro ed origano)
- Pucciddéatu (Dolce tipico di Pasqua)
- Purpetti di Cornalivéaru (Polpette di carnevale)
- Ricòtta di làtti créapa (Ricotta di latte di capra)
- Rispèddi e mèli (Crespelle e miele)

- Zafaréana rìdda(Peperoni croccanti fritti)
- Zafaranèdda piséata (Polvere di peperone)
- Zazìcchju (Salsiccia)
- Zazìcchju di trìppa e fasùli (Salsiccia di trippa e fagioli)
- Zuprisséata (Soppressata)

## Geografia antropica
Il comune di Tortora ha un territorio prevalentemente collinare/montuoso di natura calcarea ed è ricco di corsi d'acqua. È costituito da tre realtà antropiche:

### Tortora Centro storico

#### Rioni storici del centro storico
nomi in dialetto
- Carròli
- Càsa di la Vècchia
- Chìazza
- Cummèndi
- Fùossu
- Mariganìeddu
- Matriddòmini
- Mbàla la Tèrra
- Mballa
- Ngràstu

- Nzàrra
- Pòndi
- Ramètta
- Sànt'Andrìa
- Sànta Dumìnica
- Sàntu Iaculu
- Tirròni
- Vìa di Mìenzu
- Vìa Grànni

### Tortora Marina e zone limitrofe
Tortora Marina si estende su una pianura che si affaccia sul Golfo di Policastro, conta ad oggi circa 4 900 abitanti e dalla metà degli anni ottanta è divenuta centro amministrativo del comune di Tortora, con lo spostamento del municipio da Tortora Centro Storico a Tortora Marina. Si è sviluppata in modo esponenziale verso la fine degli anni settanta, inizialmente era suddivisa in dieci frazioni che poi si sono unificate. Le frazioni originarie erano: Benefici, Crisosa, Cutura, Girone, Impresa, Falconara, Pantani, Pergolo, Poiarelli e Riviera.

#### Frazioni marine
- Castiglione
- Marina di Tortora
- Rosaneto
- San Brancato
- Santo Stefano
- Sicilione

### Frazioni montane

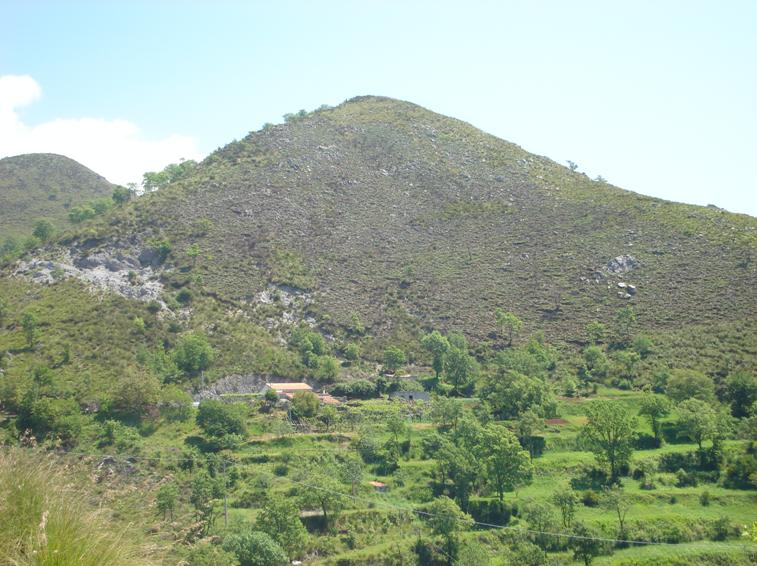
Frazione Sellata

- Acqualisparti: 852 m s.l.m.
- Carro: 872 m s.l.m.
- Maricosa 572 m s.l.m.
- Massacornuta: 346 m s.l.m.
- Massadita: 400 m s.l.m.
- Melara: 768 m s.l.m.
- Nocara: 650 m s.l.m.
- Petraro: 326 m s.l.m.
- Pizinno Primo: 620 m s.l.m.
- Pizinno Secondo: 510 m s.l.m.
- San Nicola: 555 m s.l.m.
- San Pietro: 394 m s.l.m.
- San Quaranta: 561 m s.l.m.
- San Sago: 214 m s.l.m.
- Sant'Elia: 746 m s.l.m.
- Sarre: 376 m s.l.m.
- Sellata: 602 m s.l.m.
- Valle dei Grilli 721 m s.l.m.
- Valle dei Pali: 502 m s.l.m.

### Territori montani disabitati
- Cammarèdde
- Carità (Caritàti)
- Castèllo (Castìeddu)
- Cersòsa
- Cirìenu
- Comìercio (Cumìerciu)
- Còsta Nocìlla
- Elcìosa (Ilicìosa)
- Fràssi
- Giardìno (Iardìnu)
- Grassàta
- Làcco
- Lossatùnna
- Montagnòla
- Moscatùra (Muscatùra)
- Pènsola (Appìenzulu)
- Pinzùni
- Pizarròni
- Pizzutànu
- Pònte di Mèzzo (Pòndi di Mìenzu)
- Pràsti
- Pràto
- Quèrce (Cèrsi)
- Rischìera
- Sànda Gàda
- Sàn Lèo (Sàndu Lèo)
- Sàn Pàolo (Sàndu Pàolu)
- Saracìna
- Scarpalèggia
- Scrudùosu
- Sèrra Vìola
- Spànu
- Speroncèlla: Sprungèdda
- Vàlle del Mònaco (Vàdda di lu Mònacu)
- Vàlle di Cardìo (Vàdda di Càrdio)
- Vàlle Marzìero (Marzìeru)
- Vàlle Scùra (Vàdda Scùra)
- Vernòsa
- Zàzera

## Infrastrutture e trasporti

### Strade
Il comune è interessato dalla Strada statale 18 Tirrena Inferiore.

### Ferrovie
Tortora è servita dalla stazione di Praja-Ajeta-Tortora ubicata in Praia a Mare a 2 km da Tortora Marina.

## Amministrazione
Di seguito è presentata una tabella relativa alle amministrazioni che si sono succedute in questo comune.
| Periodo | Periodo | Primo cittadino     | Partito                    | Carica  | Note |
| ------- | ------- | ------------------- | -------------------------- | ------- | ---- |
| 1988    | 1991    | Dante Maceri        | Democrazia Cristiana       | Sindaco |      |
| 1991    | 1992    | Giuseppe Curia      | Democrazia Cristiana       | Sindaco |      |
| 1992    | 1993    | Giuseppe Campilongo | commissario prefettizio    | Sindaco |      |
| 1993    | 1997    | Biagio Benvenuto    | PDS, PSDI, PSI             | Sindaco |      |
| 1997    | 2000    | Pasquale Lamboglia  | AN, FI CCD                 | Sindaco |      |
| 2000    | 2001    | Carlo Ponte         | commissario prefettizio    | Sindaco |      |
| 2001    | 2005    | Pasquale Lamboglia  | AN, FI CCD                 | Sindaco |      |
| 2005    | 2005    | Maria Vercillo      | commissario prefettizio    | Sindaco |      |
| 2005    | 2009    | Giuseppe Silvestri  | Forza Italia               | Sindaco |      |
| 2009    | 2010    | Eufemia Tarsia      | commissario straordinario  | Sindaco |      |
| 2010    | 2015    | Pasquale Lamboglia  | Lista civica, Centrodestra | Sindaco |      |
| 2015    | 2020    | Pasquale Lamboglia  | Lista civica, Centrodestra | Sindaco |      |

## Sport
Basket
La squadra di basket di Tortora era la A.S.Dil. Julitta Basket, fondata nel 1997, che militava nel campionato di Promozione Calabrese.
Calcio
Nel comune ha sede la società di calcio ASD Praiatortora (fusione delle squadre di calcio di Praia e Tortora) che ha disputato campionati dilettantistici regionali.
Lo stadio comunale è denominato Umberto Nappi e si trova in località San Brancato.